# Фьорини, Габриэле
Фьорини, Габриэле (итал. Fiorini, Gabriele; 1570, Болонья — после 1595) — скульптор и художник-декоратор позднего итальянского Возрождения болонской школы, маньерист.

## Биография
Габриэле родился в семье художника Джована Баттисты и Лауры Армани около 1570 года. Сведений о его жизни сохранилось крайне мало. Известно, что он ещё подростком в 1583—1584 годах участвовал в качестве помощника братьев Карраччи и Франческо Альбани, в оформлении интерьеров Палаццо Фава в Болонье (Эмилия-Романья).

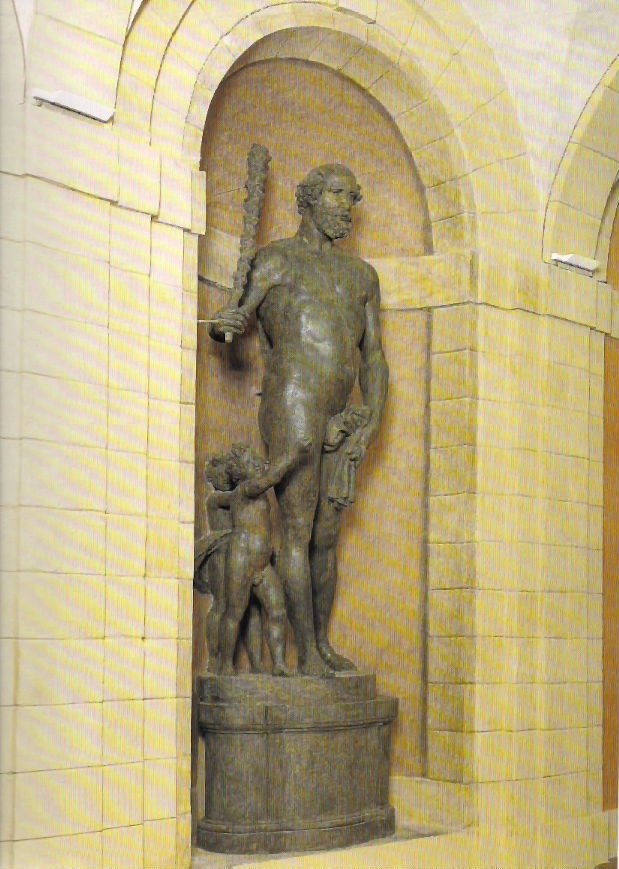
Геркулес-Приап. Бронза. Палаццо Маньяни, Болонья

В 1588 году для оливетанских монахов Сан-Микеле в Боско (S. Michele in Bosco) Фьорини создал лепную группу с изображением Святого Михаила (не сохранилась). Также были утрачены скульптуры для церкви Сан-Франческо в Болонье (1591—1592) и в Оратории делла Морте. Однако сохранились лепные украшения в Палаццо Маньяни, которые датируются тем же 1592 годом: монументальный камин со статуями Минервы и Марса, увенчанный «Луперкалией» (Ludi lupercali) работы Аннибале Карраччи. Во внутреннем дворе находится статуя «Геркулеса-Приапа» с лицом бывшего владельца дворца, сенатора Лоренцо Маньяни (предположительно работа Фьорини).